# Pandémie de Covid-19 à Oman
La pandémie de Covid-19 à Oman démarre officiellement le 24 février 2020. À la date du 31 octobre 2022, le bilan est de 4 260 morts.

## Chronologie
Les deux premiers cas de la Covid-19 à Oman sont confirmés le 24 février 2020,.

## Statistiques

Nombre de cas à Oman depuis le début de l'épidémie.

Nombre de morts à Oman depuis le début de l'épidémie.